# De Werker
De Werker was een Belgisch Nederlandstalig socialistisch tijdschrift.

## Historiek
Het tijdschrift werd opgericht in 1868 als weekblad door Filip Coenen en uitgegeven door Het Volksverbond te Antwerpen. Het was gedurende de Eerste Internationale tot het verschijnen van Vooruit het belangrijkste socialistische tijdschrift voor Vlaanderen.
Vanaf enkele maanden voorafgaand aan de verkiezingen van 7 maart 1894, de eerste verkiezingen met algemeen meervoudig stemrecht (en opkomstplicht) voor mannen ouder dan 25, verscheen De Werker als dagblad. Het blad had in deze periode - alsook van 1903 tot 1914 - voornamelijk een gelijke inhoud aan De Vooruit, met een beperkte ruimte voor Antwerps nieuws. Vanaf 3 juni 1914 verscheen in Antwerpen het eerste nummer van de Volksgazet, ontstaan uit een fusie tussen De Werker en Volkstribuun..
Tijdens de Tweede Wereldoorlog, vanaf mei 1941, verscheen De Werker opnieuw als clandestien verzetsblad. De redactie bestond uit Ward Cassiers, Ward Coens, Louis Major, Jos Van Eynde, Bert Van Kerkhoven en Maurice Dequeecker. Het typwerk werd verzorgd door Jeanne De Meulder en de druk vond aanvankelijk plaats op de stencilmachines van de Openluchtschool, later in Drukkerij Guillaume alwaar het eerste gedrukte exemplaar verscheen in december 1941. Letterzetters waren Jan Peeters en Theofiel Murat, Pieter Gamblin fungeerde als drukker. Het laatste exemplaar werd gedrukt op 4 september 1944, de dag dat Antwerpen werd bevrijd. Diezelfde dag werd gestart met de heruitgave van de Volksgazet. 
In december 1944 ten slotte werd een uitzonderlijk exemplaar van De Werker uitgeven door de BSP in beheer van Emiel Vergeylen en met Tuur De Sweemer als redactiesecretaris. De redactie van de krant bevond zich in 'Ons Huis' te Gent en werd gedrukt door SM Het Licht. De editie handelde volledig over de voorbije oorlog en gaf onder meer een "officieele lijst van de groote en kleine führers van Gent en omliggende gemeenten".
De Nieuwe Werker, het ledenblad van het ABVV, refereert aan deze tijdschriften.